# Nieuw-Guinese slanghazelworm
De Nieuw-Guinese slanghazelworm (Dibamus novaeguineae) is een hagedis uit de familie slanghazelwormen (Dibamidae).

## Naam en indeling
De wetenschappelijke naam van de soort werd voor het eerst voorgesteld door Duméril & Bibron in 1839. De hagedis is ook wel beschreven onder de naam Dibamus novae-guineae.

## Uiterlijke kenmerken
De Nieuw-Guinese slanghazelworm heeft een meestal bruine tot donkerbruine kleur, een cilindrisch lichaam en een stompe kop met kleine bek. De lichaamslengte bedraagt maximaal dertig centimeter inclusief de staart. De ogen en oren zijn moeilijk zichtbaar omdat ze bedekt zijn met huid. De lichaamskleur is roze, de hagedis lijkt enigszins op een regenworm.

## Verspreiding en habitat
De Nieuw-Guinese slanghazelworm komt voor in delen van Azië en leeft in de landen Nieuw-Guinea, de Filipijnen, Indonesië en Maleisië.
De habitat bestaat uit bossen en bergwouden en de hagedis graaft holen in de rottende bladerlaag waar hij op zoek gaat naar voedsel. Ook in rottend hout worden wel gangen gegraven. Het dier vertrouwt blindelings op het graafvermogen en komt alleen boven de grond als het flink geregend heeft en hij wel uit het hol moet komen om niet te verdrinken. Het is een nuttig dier, omdat de hagedis veelal rond de wortels van bomen leeft, en zich daar te goed doet aan wortel knagende insecten of de larven ervan.

## Beschermingsstatus
De soort wordt steeds zeldzamer en is sinds enige tijd beschermd onder andere door CITES en mag niet meer worden gevangen. Door de internationale natuurbeschermingsorganisatie IUCN is de beschermingsstatus 'veilig' toegewezen (Least Concern of LC).